# Ваља Лунгулуј (Долж)
Ваља Лунгулуј (рум. Valea Lungului) насеље је у Румунији у округу Долж у општини Бреаста. Oпштина се налази на надморској висини од 90 m.

## Становништво
Према подацима из 2002. године у насељу је живело 632 становника.

### Попис2002.
| Расподела становништва по националности 2002.‍ | Расподела становништва по националности 2002.‍ | Расподела становништва по националности 2002.‍ | Расподела становништва по националности 2002.‍ | Расподела становништва по националности 2002.‍ |
| --------------------------------------------- | --------------------------------------------- | --------------------------------------------- | --------------------------------------------- | --------------------------------------------- |
|                                               |                                               |                                               |                                               |                                               |
| Румуни                                        | Румуни                                        |                                               | 578                                           | 91,5%                                         |
| Мађари                                        | Мађари                                        |                                               | 12                                            | 1,9%                                          |
| Роми                                          | Роми                                          |                                               | 42                                            | 6,6%                                          |